# ZENN

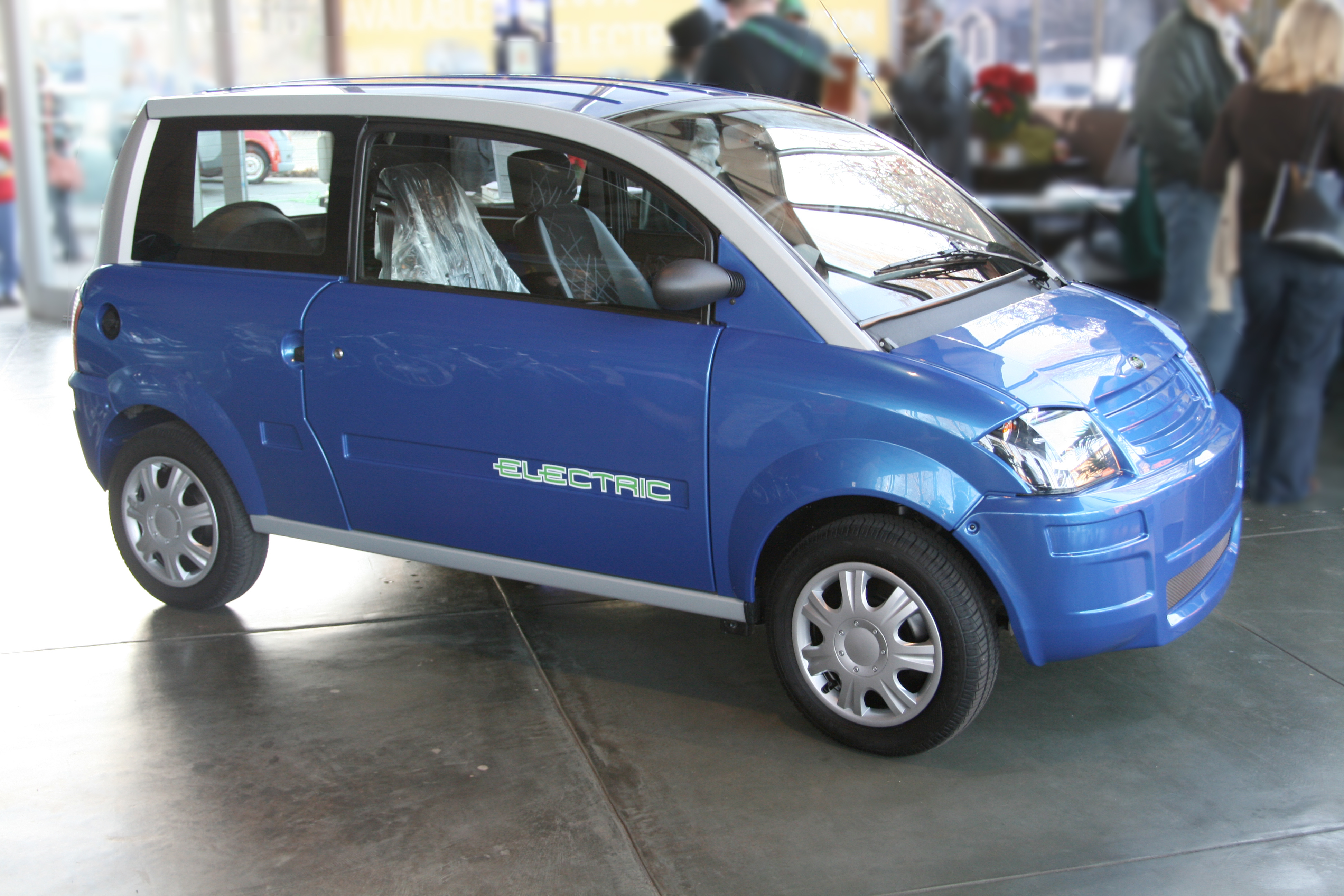

ZENN (Zero Emission, No Noise) é um veículo automotivo movido a bateria, produzido pela ZENN Motor Company.